# Flines-lès-Mortagne
Flines-lès-Mortagne (auch: Flines-lez-Mortagne) ist eine französische Gemeinde mit 1.667 Einwohnern (Stand: 1. Januar 2022) im Département Nord in der Region Hauts-de-France. Sie gehört zum Arrondissement Valenciennes und zum Kanton Saint-Amand-les-Eaux. Die Einwohner werden Flinois genannt.

## Geografie
Flines-lès-Mortagne liegt an der Schelde in Französisch-Flandern, im Westen, Norden und Osten von der belgischen Grenze umgeben, 16 Kilometer nordnordwestlich von Valenciennes.
Die Gemeinde Flines-lés-Mortagne gehört zum Regionalen Naturpark Scarpe-Schelde (frz.: Parc naturel régional Scarpe-Escaut) und wird umgeben von den Nachbargemeinden Antoing (Belgien) im Norden, Hainaut (Belgien) im Osten, Hergnies im Südosten, Bruille-Saint-Amand im Süden und Südosten, Château-l’Abbaye im Süden, Mortagne-du-Nord im Südwesten sowie Brunehaut (Belgien) im Westen.

## Bevölkerungsentwicklung
| Jahr                       | 1962 | 1968 | 1975 | 1982 | 1990 | 1999 | 2006 | 2012 | 2020 |
| -------------------------- | ---- | ---- | ---- | ---- | ---- | ---- | ---- | ---- | ---- |
| Einwohner                  | 1536 | 1434 | 1277 | 1280 | 1433 | 1528 | 1596 | 1649 | 1630 |
| Quellen: Cassini und INSEE |      |      |      |      |      |      |      |      |      |

## Sehenswürdigkeiten
- Kirche Saint-Martin
- Befestigung (Fort) Flines
- Brauerei Namur Blauwart aus der Mitte des 19. Jahrhunderts

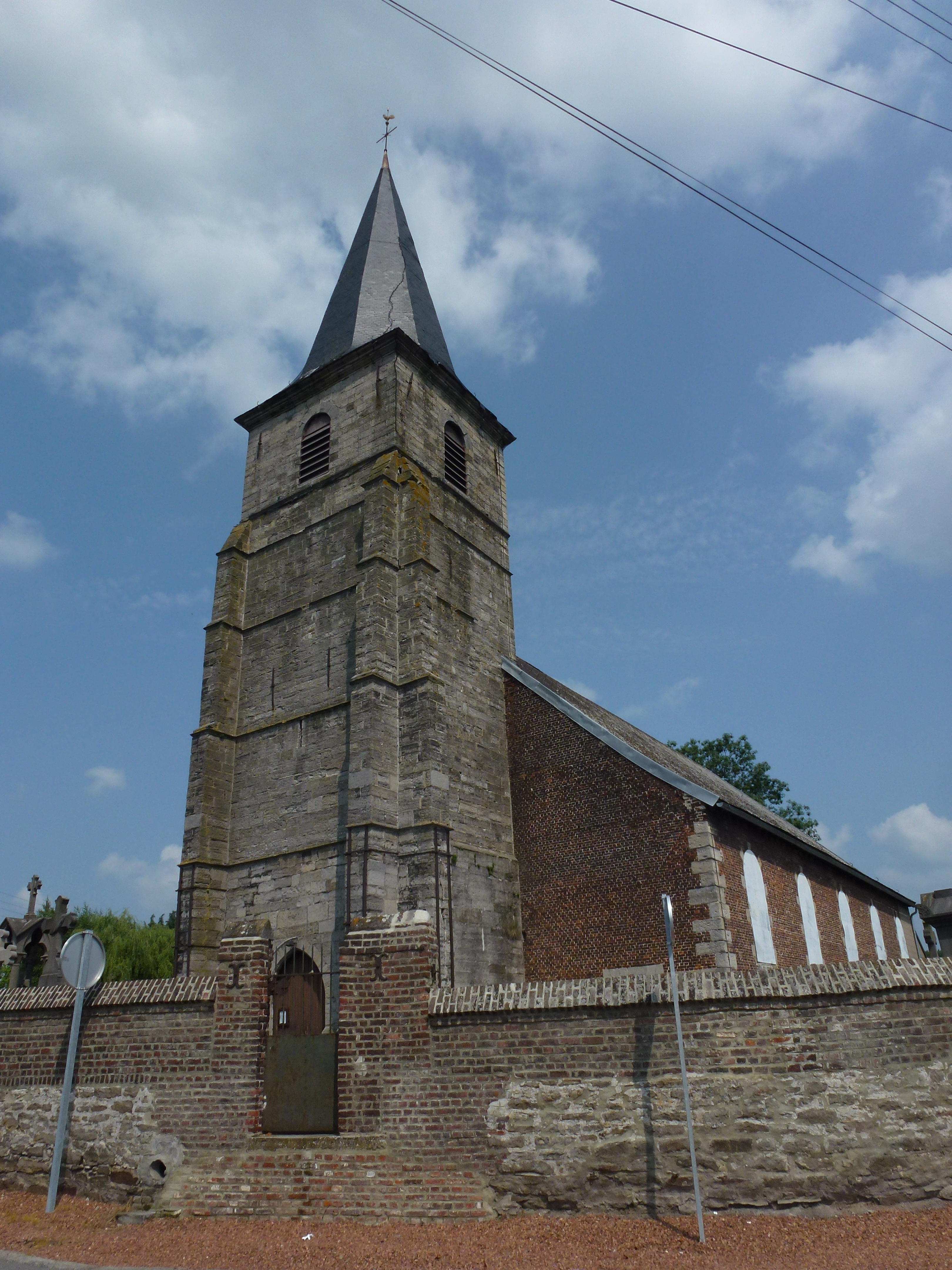
Kirche Saint-Martin
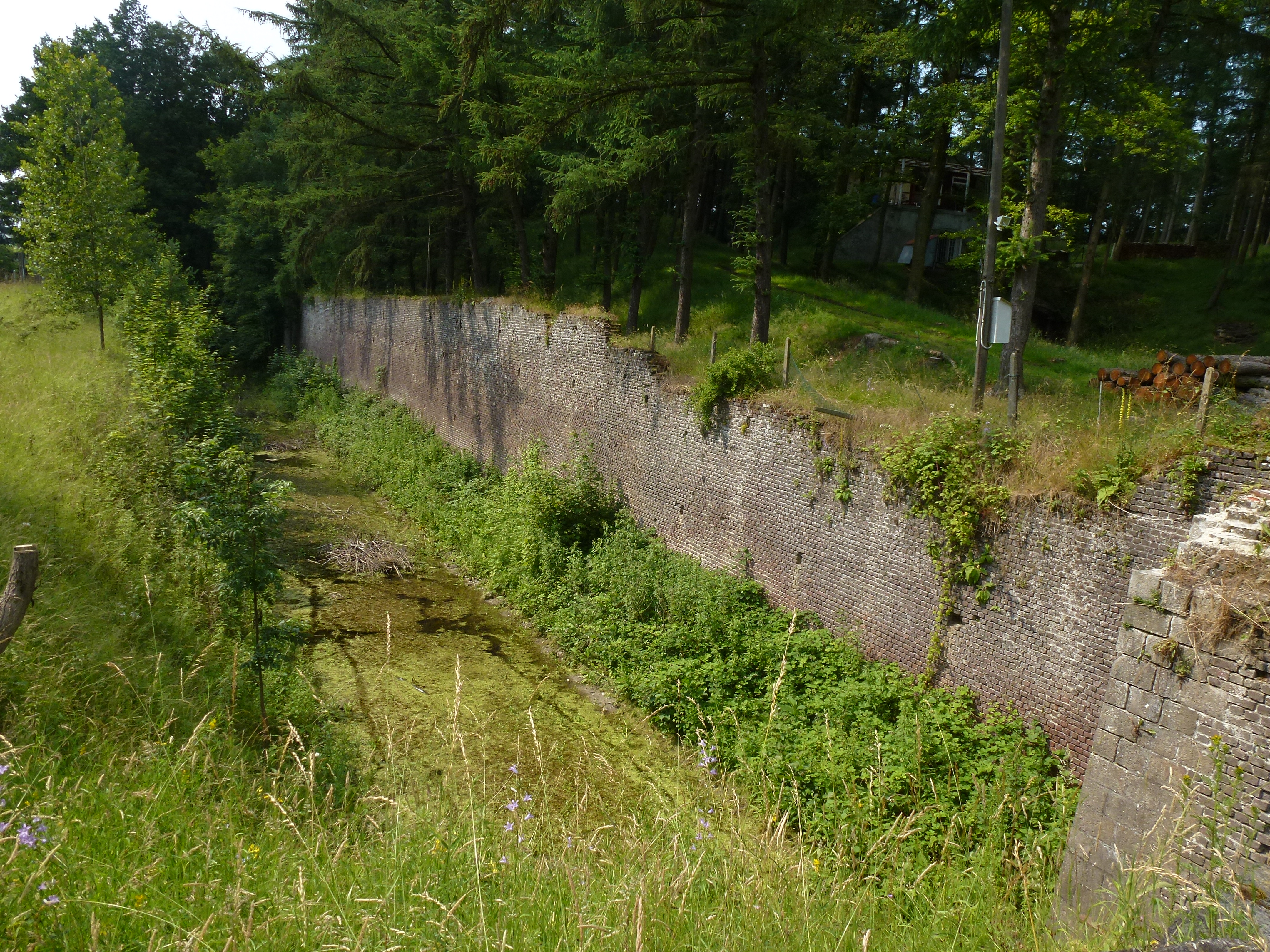
Reste des Forts
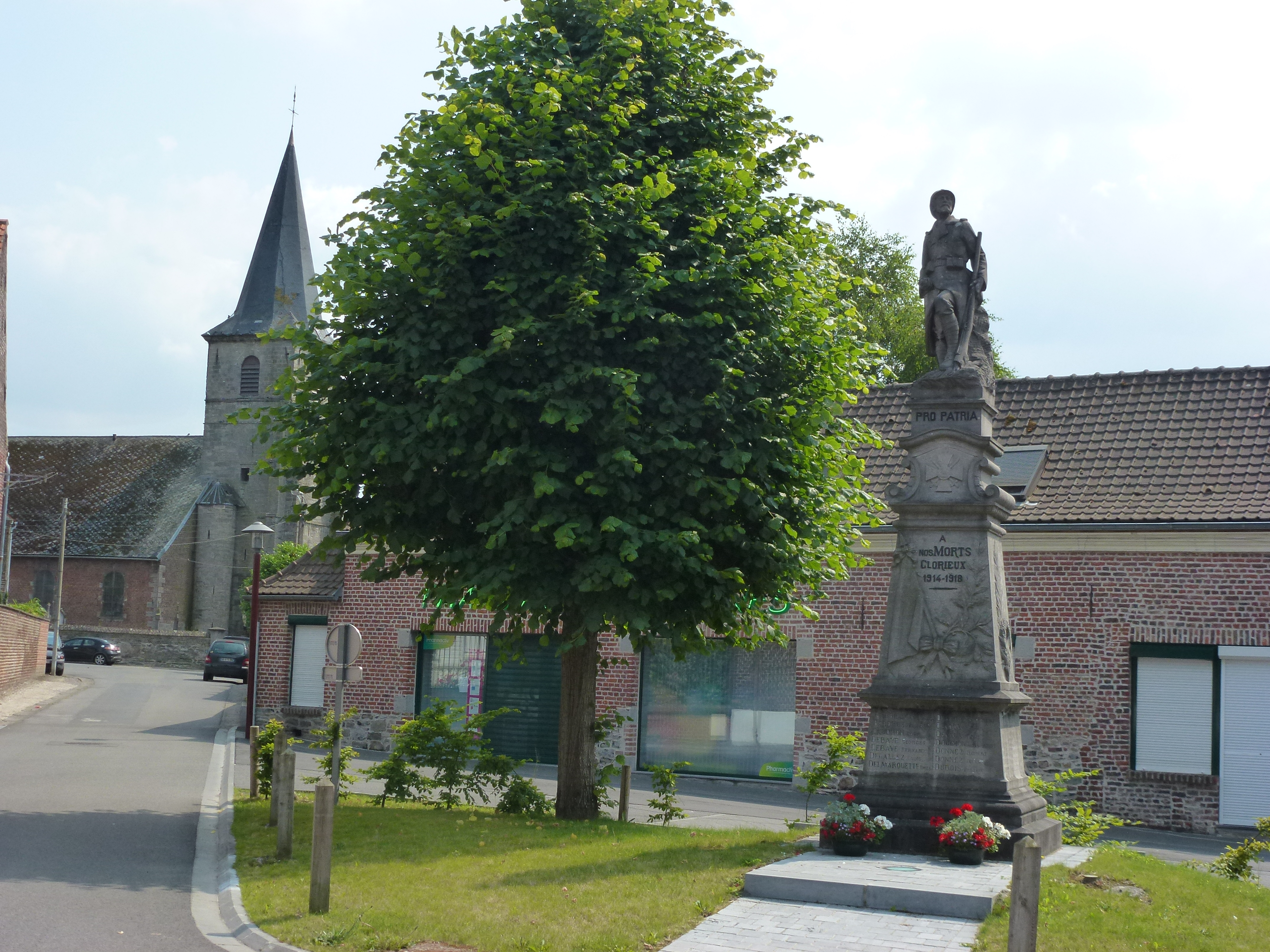
Gefallenendenkmal